# Mistrzostwa USA Strongman 2007
Mistrzostwa USA Strongman 2007 – doroczne, indywidualne zawody amerykańskich
siłaczy.
Data: 25 i 26 maja 2007 r.

Miejsce: Charlotte (stan Karolina Północna)  Stany Zjednoczone

WYNIKI ZAWODÓW:
| Miejsce | Zawodnik         | Punkty             |
| ------- | ---------------- | ------------------ |
| 1.      | Derek Poundstone | 124,5              |
| 2.      | Nick Best        | 94,5               |
| 3.      | Van Hatfield     | 92,5               |
| 4.      | Steve MacDonald  | 90,0               |
| 5.      | Tom McClure      | 83,5               |
| 6.      | Brian Shaw       | 83,5               |
| 7.      | Matt Wanat       | 69,5               |
| 8.      | Eric Hammer      | 67,0               |
| 9.      | Nick Brugal      | 60,0               |
| 10.     | Pete Konradt     | 55,5               |
| 11.     | Matt Parkes      | 50,0               |
| 12.     | Chad Coy         | 45,0               |
| 13.     | Brad Dunn        | 43,0               |
| 14.     | Gerard Benderoth | 36,5               |
| 15.     | Grant Higa       | 33,0               |
| 16.     | Travis Ortmayer  | 3,0 (kontuzjowany) |